# Byakugō-ji
Le Byakugō-ji 白亳寺) est un temple bouddhiste situé sur le versant ouest du mont Takamado (高円山) à Nara. Son nom fait référence aux touffes de cheveux blancs entre les sourcils, une des 32 caractéristiques de Bouddha(三十二相, sanjūni sō).
Au VIIIe siècle, le district appartient à un prince impérial. 
Le temple possède une statue d'Amida datant de l'époque de Nara ainsi qu'une statue d'Enma, le juge et gardien de l'enfer.
Il est célèbre pour son camélia aux cinq couleurs vieux de 400 ans (五式椿). 

## Événements importants
- Du début au milieu du mois d'avril : Floraison des camélias
- Septembre : Hagi ou floraison des trèfles
- Décembre : Feuillage d'automne des érables

## Référence
- (de) Cet article est partiellement ou en totalité issu de l’article de Wikipédia en allemand intitulé « Byakugō-ji » (voir la liste des auteurs).